# Doëg l'Edomite
 (juin 2025).
Doëg (hébreu : דֹּאֵג, qui signifie « soucieux », « Il s'inquiète ») est un Édomite, chef des gardiens de troupeaux de Saül. Il est également une figure biblique, apparaissant dans le Premier livre de Samuel, où il est représenté comme un antagoniste de David, responsable de la mort d'un grand nombre de prêtres.

## Doëg dans la Bible
Après avoir quitté Jonathan, David fuit la fureur jalouse de Saül et se cacha à Nob. Il rencontra Achimélech, le Grand-prêtre d'Israël, déclarant être en opération clandestine royale. Achimélech nourrit David et ses hommes du pain de proposition, et donna à David l'épée de Goliath. En faisant cela, David mit la vie d'Achimélech en danger, depuis lors, il fut mention de Doëg ("retenu devant le Seigneur"), et témoigna du service d'Achimélech à David. 
Plus tard, Saül demanda où était rendu David, poussant Doëg à répondre :
« Doëg l’Édomite prit la parole, lui qui se tenait là avec les serviteurs de Saül. Il dit : « J’ai vu le fils de Jessé : il est venu à Nob, chez Ahimélek, fils d’Ahitoub. »
Par conséquent, Saül convoqua Achimélech ainsi que son entière compagnie, lui demandant la raison pour laquelle il décida de conspirer contre lui en protégeant David. Achimélech, essayant probablement de sauver sa tête, déclara qu'il ne fut pas impliqué dans le complot érigé entre Saül et David. Saül rejeta froidement sa déclaration et ordonna qu'Achimélech et les prêtres soient exécutés. Ses officiels refusèrent de lever la main sur les prêtres, et Saül se tourna vers Doëg, qui mena à bien les exécutions. Saül poursuivit en attaquant Nob, la ville des prêtres, ainsi que de la famille des prêtres - hommes, femmes, et enfants - furent conduits à l'épée. Seul Abiathar s'échappa, et rejoignit David.
Le décès d'Achimélech, en tant qu'arrière-petit-fils d'Éli, est perçu comme faisant partie de la malédiction touchant la Maison d'Éli, qu'aucun de ses descendants masculins ne pourraient vivre jusqu'à un âge avancé.
David exprima des remords concernant sa participation à l'incident :
« David lui dit : « Je savais, ce jour-là, que Doëg l’Édomite étant présent, il irait sûrement informer Saül. C’est à cause de moi que les événements ont tourné contre toute personne de la maison de ton père. »